# Équipe de France féminine de basket-ball en 2005
La saison 2005 de l'Équipe de France de basket-ball féminin est marquée par le championnat d'Europe en Turquie, où la France se classe cinquième.

## Une année en bleu
Le 31 juillet l'équipe remporte le tournoi amical de Lorient.

## Les matches
| Date         | Lieu       | Adversaire           | Score    | Compétition | Meilleures marqueuses (France)                                             |
| ------------ | ---------- | -------------------- | -------- | ----------- | -------------------------------------------------------------------------- |
| 29 juillet   | Lorient    | Hongrie              | v. 78-48 | A           | Sandra Le Dréan (18)                                                       |
| 30 juillet   | Lorient    | Pologne              | v. 77-58 | A           | Cathy Melain (19)                                                          |
| 31 juillet   | Lorient    | Canada               | v. 77-48 | A           | Sandra Le Dréan (14)                                                       |
| 5 août       | Novi Sad   | Russie               | v. 98-97 | A           | Céline Dumerc et Nicole Antibe (16)                                        |
| 6 août       | Novi Sad   | Serbie-et-Monténégro | d. 47-61 | A           | Sandra Le Dréan (11)                                                       |
| 7 août       | Novi Sad   | Chine                | v. 74-73 | A           | Sandra Dijon (14)                                                          |
| 13 août      | Hagondange | Russie               | v. 84-65 | A           | Cathy Melain (17)                                                          |
| 14 août      | Hagondange | Lettonie             | v. 93-79 | A           | Sandra Le Dréan (20)                                                       |
| 15 août      | Hagondange | Chine                | v. 77-67 | A           | Sandra Le Dréan (14)                                                       |
| 16 août      | Hagondange | Russie               | v. 75-72 | A           | Sandra Le Dréan (15)                                                       |
| 26 août      | Izmir      | Turquie              | v. 63-87 | A           | Nicole Antibe (18)                                                         |
| 2 septembre  | Bursa      | République tchèque   | d. 45-65 | CE          | Cathy Melain (9)                                                           |
| 3 septembre  | Bursa      | Grèce                | v. 71-56 | CE          | Audrey Sauret-Gillespie (17)                                               |
| 4 septembre  | Bursa      | Lettonie             | v. 67-50 | CE          | Audrey Sauret-Gillespie (12)                                               |
| 6 septembre  | Bursa      | Pologne              | v. 83-63 | CE          | Sandra Le Dréan (20)                                                       |
| 7 septembre  | Bursa      | Allemagne            | v. 79-48 | CE          | Élodie Godin (14)                                                          |
| 9 septembre  | Ankara     | Russie               | d. 56-70 | CE          | Nicole Antibe, Audrey Sauret-Gillespie, Céline Dumerc et Élodie Godin (10) |
| 10 septembre | Ankara     | Pologne              | v. 73-71 | CE          | Nicole Antibe (16)                                                         |
| 11 septembre | Ankara     | Lettonie             | v. 85-62 | CE          | Céline Dumerc (16)                                                         |

légende : v. victoire ; d. défaîte
A : amical ; CE : Championnat d'Europe

## Effectif
- Sélectionneur : Alain Jardel
- Assistants :  Ivano Ballarini, Pascal Pisan et Valérie Garnier

| Poste      | Joueur                  | Nombre matchs | Nombre points | Club(s) 2005                        |
| ---------- | ----------------------- | ------------- | ------------- | ----------------------------------- |
| Intérieure | Nicole Antibe           | -             | -             | Phard Napoli                        |
| Intérieure | Sandra Dijon            | -             | -             | CB Puig d'en Valls                  |
| Meneuse    | Céline Dumerc           | -             | -             | CJM Bourges Basket                  |
| Intérieure | Élodie Godin            | -             | -             | CJM Bourges Basket                  |
| Arrière    | Émilie Gomis            | -             | -             | Villeneuve-d'Ascq                   |
| Ailière    | Emmanuelle Hermouet     | -             | -             | Salamanque                          |
| Meneuse    | Caroline Koechlin       | -             | -             | USO Mondeville                      |
| Ailière    | Sandra Le Dréan         | -             | -             | Union Sportive Valenciennes Olympic |
| Intérieure | Nathalie Lesdema        | -             | -             | Pays d'Aix Basket 13                |
| Arrière    | Catherine Melain        | -             | -             | Reyez Venezia                       |
| Intérieure | Emmeline NDongue        | -             | -             | Pays d'Aix Basket 13                |
| Arrière    | Audrey Sauret-Gillespie | -             | -             | Union Sportive Valenciennes Olympic |
| Ailière    | Krissy Bade             | 2             | 0             | USO Mondeville                      |
| Meneuse    | Clémence Beikes         | 0             | 0             | Cavigal Nice Sports Basket          |
| Intérieur  | Aurélie Bonnan          | 5             | 7             | USO Mondeville                      |
| Arrière    | Allison Feaster         | 0             | 0             | Union Sportive Valenciennes Olympic |
| Meneuse    | Edwige Lawson           | 0             | 0             | VBM-SGAU Samara                     |
| Arrière    | Sabrina Palie           | 2             | 10            | Acer Priolo                         |
| Intérieure | Sabrina Reghaissa       | 3             | 14            | CJM Bourges Basket                  |
| Intérieure | Penda Sy                | 0             | 0             | Tarbes Gespe Bigorre                |

## Sources et références
1. ↑  (en) La feuille statistique
2. ↑  (en) La feuille statistique
3. ↑  (en) La feuille statistique
4. ↑  (en) La feuille statistique
5. ↑  (en) La feuille statistique
6. ↑  (en) La feuille statistique
7. ↑  (en) La feuille statistique
8. ↑  (en) La feuille statistique
9. 1 2 3 4 5 6 7 8  Non retenue, ou blessée, pour le championnat d'Europe